# Палац Плятнера
Палац Плятнера — історична будівля у селі Шманьківчиках Тернопільської области.

## Опис
Гарний одноповерховий напівдерев'яний палац збудований у 1890-х роках. За даними з відомостей про історію села, розміщених на сайті Чортківської райдержадміністрації, власником садиби був Станіслав Виговський. За іншими даними (відомості про історію села Озеряни), власником міг бути Плятнер зі Шманьківчиків, який приїхав до Озерян, щоб викупити скарб монет, знайдених у селі.
Поруч із палацом розташований флігель, у закопанському стилі.

## Відомі мешканці

### Станіслав Виговський
Станіслав Юзеф Гілярій Виговський (пол. Stanisław Józef Hilary Wychowski; 7 листопада 1872, м. Чернівці — не раніше 1938) — польський великий землевласник, самоврядовець, доброчинець Римо-католицької церкви. Член повітової ради в Чорткові.
У 1890 році закінчив цісарсько-королівську (ц.-к.) Вищу реальну школу в Станиславові, у 1895 — інженерний відділ (факультет) Львівської політехніки, здобувши фах інженера. Протягом навчального року 1890/1891 був слухачем у ц.-к. Німецькій вищій технічній школі в Празі (спеціальність — інженер-залізничник).
У 1895 році діяв у Польському гімнастичному товаристві «Сокіл» у Львові. Працював інженером державних залізниць у Тернополі (1897, ад'юнкт, Тернопіль ІІ), Львові та Кракові (1898). У 1900—1901 роках — інженер у ц.-к. повітовому старостві в Кракові.
Був власником маєтків у Шманьківчиках, Струсівці (1902), рільничої ґуральні. Член ради Авансового банку в Чорткові (1934). Керівник сільськогосподарського-торговельного кооперативу «Зерновий синдикат» у Львові (1934—1938).
19 березня 1900 року в Кракові одружився з Броніславою з Плятнерів.